# Dudleya guadalupensis
Dudleya guadalupensis är en fetbladsväxtart som beskrevs av Reid Venable Moran. Dudleya guadalupensis ingår i släktet Dudleya och familjen fetbladsväxter. Inga underarter finns listade i Catalogue of Life.